# ナディム・ザハウィ
ナディム・ザハウィ (英語: Nadhim Zahawi, アラビア語: ناظم الزهاوي; クルド語: نەدیم زەهاوی) は、イラク生まれのイギリスの政治家。保守党所属で、2010年よりストラトフォード＝オン＝エイヴォン選出の国会議員 (MP) を務めている。
これまで2020年から2021年までワクチン大臣、2021年から2022年まで教育大臣、2022年7月から9月まで財務大臣、2022年からランカスター公領大臣と政府間関係担当大臣、平等担当大臣を務めた。

## 来歴
イラクのバグダードでクルド人の家族に生まれたザハウィは、国際的なインターネットベースの市場調査会社YouGovの共同設立者であり、2010年2月までその最高経営責任者を務めていた。前職は化学技術者で、2018年1月までガルフ・キーストーン・ペトロリアムの最高戦略責任者だった。前保守党議員のジョン・メイプルが引退した後、2010年の総選挙でストラトフォード＝アポン＝エイヴォン選挙区にて当選した。
ザハウィは、2018年の内閣改造で子ども・家庭担当政務次官としてテリーザ・メイ政権に入閣した。ボリス・ジョンソンが首相に任命された後、彼はビジネス・産業担当政務次官に任命され、2020年にはCOVID-19ワクチン配備担当政務次官としてCOVID-19ワクチン接種プログラムの追加責任を与えられた。2021年の内閣改造で、彼は教育大臣としてジョンソン内閣で昇格した。2022年7月5日、リシ・スナックの辞任により財務大臣となる。しかし、48時間も経たないうちに、ザハウィはジョンソンへの支持を撤回し、公に辞任を呼びかけ、ジョンソンはその後まもなく辞任した。ザハウィは、保守党党首選挙でジョンソンの後任候補だったが、1回目の投票で落選した。その後、彼はリズ・トラスの保守党党首への立候補を支持した。トラスが首相に任命された後、彼女は2022年9月6日にザハウィをランカスター公領大臣に任命した。その後のスナク政権中の2023年1月29日には税務処理を巡って当局の調査を受けていた事実を適切に報告していなかったことが判明し閣僚級の要職が守るべき倫理規定に対する重大な違反があったとして保守党幹事長としての座を解任された。